# Венеційсько-візантійська війна (1122—1126)
Венеційсько-візантійська війна 1122–1126 років — перше збройне зіткнення між Венеційською республікою та Візантійською імперією, двома державами Східного Середземномор'я, які боролись між собою за контроль над східною торгівлею. Війна відбувалась в рамках Венеційського хрестового походу (1122-1124) і закінчилася зміцненням торгового панування Венеції на території Візантії.

## Передумови
У 1082 році візантійський імператор Олексій I Комнін в обмін на важливу допомогу венеційського флоту у війні проти південноіталійських норманів Роберта Гвіскара, видав золоту буллу, якою він звільняв венеційських купців від будь-яких податків в основних портах і містах Візантійської імперії.
Така ситуація виявилася дуже обтяжливою для скарбниці імперії, тому після смерті Олексія в 1118 році новий імператор Іоанн II відмовився відновити буллу, незважаючи на протести послів Венеції, натомість віддаючи перевагу підтримці торгівлі з конкуруючими морськими республіками Пізою та Генуєю.
Таким чином комерційні інтереси Венеційської республіки, які становили наріжний камінь усієї її соціальної та політичної системи були поставлені під удар її колишньою метрополією (Венеційське герцогство в IX - X століттях формально було складовою Візантійської імперії). Новий дож Доменіко Мікеле попросив імператора поновити хрисовул, але отримавши відкриту відмову, почав готуватись  до війни, шукаючи відповідного приводу, щоб розв'язати її та відновити свою владу над морями Леванту. Приводом для морського походу стало прохання про допомогу від короля Єрусалиму Балдуїна II. У Битві на Кривавому полі, що відбулася біля Сармади 28 червня 1119 року, хрестоносці зазнали катастрофічної поразки від сил Іль-Газі, артукідського правителя Мардіна. Сили хрестоносців були серйозно ослаблені поразкою і Балдуїн звернувся про допомогу до Папи Каллікста II, який переслав цей запит до Венеції. Умови хрестового походу були узгоджені шляхом переговорів між посланцями Балдуїна II і дожем Венеції Доменіко Мікелє. Венеція погодилась надати допомогу і надіслати на схід потужний флот.

## Конфлікт

### 1122-1123 р. Перший етап венеційсько-візантійської війни

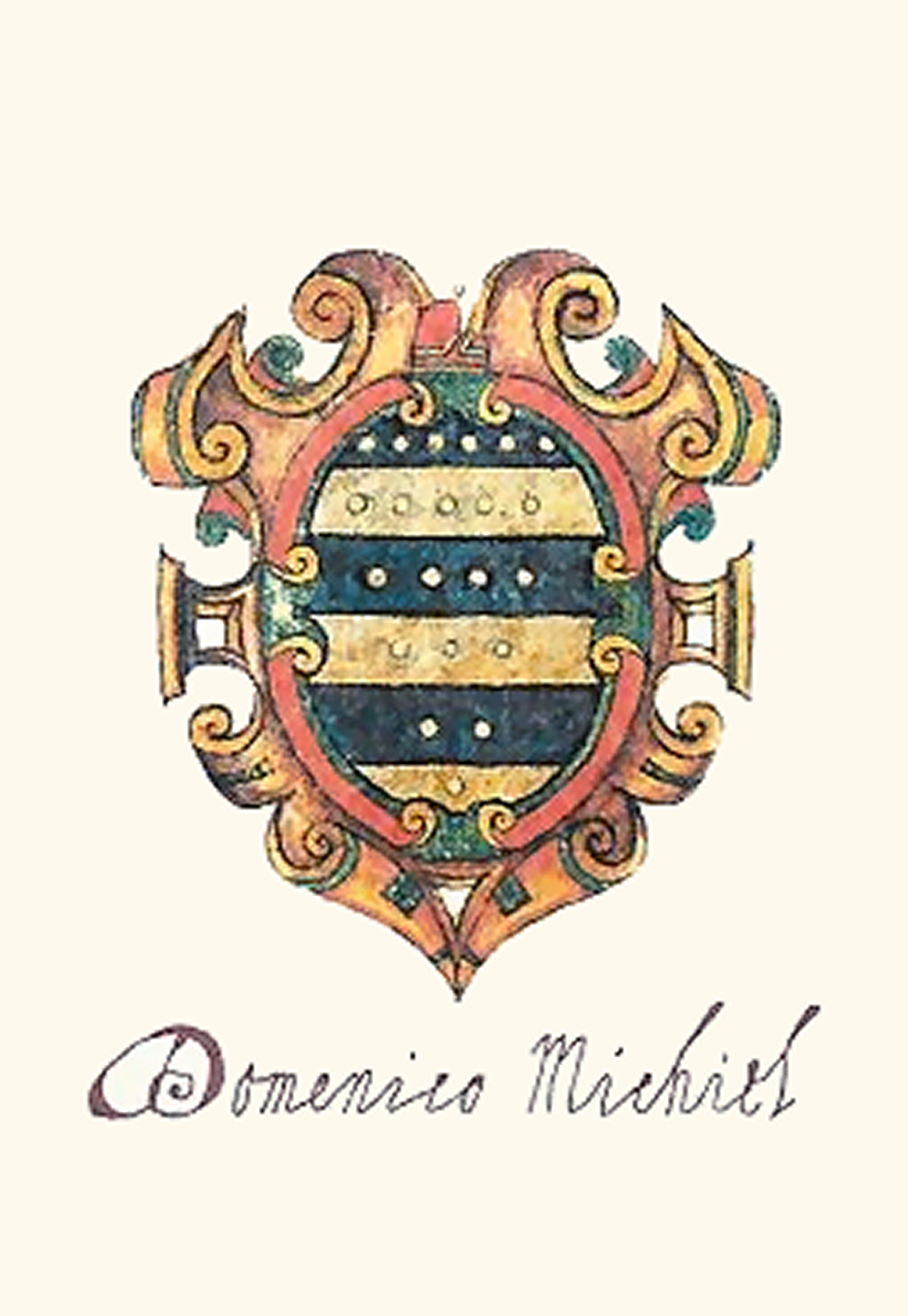
Герб Доменіко Мікіеля, дожа Венеції.

8 серпня 1122 року, призначивши свого сина та племінника регентами з титулом Venetiarum Praesides, дож відплив із порту Лідо на чолі флоту із сорока звичайних галер, двадцяти восьми військових галер, озброєних таранами і чотирьох вантажних кораблів. У складі флоту було багато паломників та хрестоносців, які прямували на схід щоб допомогти Балдуїну. Крім головної "офіційної" мети допомогти Балдуїну та державам хрестоносців у Леванті, венеційський хрестовий похід мав виконати ще одну важливу функцію - здійснити каральний похід проти Візантійської імперії, яка відмовилась поновити торгові привілеї венеційців після смерті імператора Олексія I Комніна. Усе це відбувалося приблизно в той самий час, коли імператор Іоанн II приборкав печенігів у битві при Берої.
Венеційський флот зробив першу зупинку в Барі, звідки спрямував свою атаку на візантійський Корфу, який венеційці тримали в облозі протягом шести місяців, втім без помітних результатів. Провівши усю зиму в спробах захопити Корфу, в кінці весни 1123 року венеційський флот отримав звістку, що в квітні цього року сарацини захопили в полон єрусалимського короля Балдуїна II. Після цього венеційці зняли облогу з Корфу і без подальших зволікань рушили до Леванту. Тим не менш, питання боротьби з Візантією не були забуті і дорогою на схід венеційський флот спустошив в Егейському морі візантійські острови Хіос, Лесбос та Родос і, нарешті, у травні досяг Кіпру, де дізнався про розташування єгипетського флоту.

### Перерва в протистоянні на час перебування флоту Венеції в Святій землі
З цього моменту Венеційська республіка воювала проти сарацинів, завдавши поразки єгиптянам під Аскалоном і захопивши значну кількість скарбів . Потім Мікеле прийняв посольство патріарха Єрусалиму Гармонда, великого констебля королівства Гульєльмо ді Барі та канцлера Сорія Пагано, які запросили його провести Різдво в Єрусалимі .
У наступному році, отримавши урочисту обіцянку від лідерів королівства надати венеційцям окремі райони в кожному місті королівства та звільнити венеційських купців від усіх мит, флот республіки Сан-Марко рушив проти Тіру, який було захоплено 30 липня 1124, після п'ятимісячної облоги.

### 1124-1126. Другий етап венеційсько-візантійської війни
Нарешті звільнившись від зобов'язань із заморськими християнськими державами, дож знову повернувся до своєї головної мети: візантійського василевса. Венеційський флот спустошив егейські острови Самос і Андрос. Серед численної здобичі, захопленої на грецьких островах були дорогоцінні мощі святих Ісідора Хіоського та Доната Еврійського, які були перевезині до Венеції. Після цього венеційський флот повернувся в Адріатику, щоб протистояти угорському королю Стефану II, який загрожував венеційським володінням у Далмації.
Нарешті, в 1126 році венеційці відновили морські напади на візантійські володіння, атакувавши Модон та Кефалонію.
Зіткнувшись із спустошенням своїх морських володінь, імператор нарешті вирішив надіслати послів просити миру.

## Наслідки
У 1126 році Іоанн II Комнін видав новий хрисовул, в якому визнав усі попередні права, надані венеційцям його батьком, і збільшив їх новими винятками та монополіями. Щоб урівноважити венеційську торгову монополію на землях Візантії, імператору залишився єдиний вихід надати подальші поступки також республікам Генуї та Пізи. Наслідком конфлікту стало зміцнення міцного зв'язку між італійськими морськими республіками та візантійською економікою, які душили грецьку торгівлю на користь італійців.
Така ситуація стала поштовхом для виру взаємних підозр, зрад і суперництва між морськими республіками та імперією, що часто вибухало відвертими актами піратства, що зрештою призвело до подальшого конфлікту між Візантією та Венецією під час правління Мануїла I Комніна та у війнах між Генуєю, Пізою та Венецією.